# Verveer
Verveer is een Surinaamse familienaam van Nederlandse oorsprong. De naam is zowel een adres- als een zogeheten metonymische beroepsnaam en verwijst naar het beroep van veerman.

## Geschiedenis
De eerst bekende vermelding dateert van 1575, toen ene Maritge Jansdr. Verveer uit Rotterdam op een huwelijksakte vermeld werd. Zij was genoemd naar haar vader, Jan Jansz. Verveer, die eveneens op de akte vermeld stond. In Suriname werd de naam vanaf 1863 op Plantage Barbados aangenomen, bij de emancipatie.
In Suriname kwam de naam in 2014 64 keer voor, in Nederland in 2007 676 keer en in België in 2008 1 keer.

## Bekende personen
Enkele bekende naamdragers zijn:
- Ary Huybertsz. Verveer (1620/1626–1680), een kunstschilder
- Christiaan Verveer (1801–1845), een fabrikant en ingenieur
- Elchanon Verveer (1826–1900), een kunstschilder
- Etienne Verveer (1968), een voetballer
- Jan Verveer (1775–1838), een militair, koloniaal staatsman en diplomaat
- Maurits Verveer (1817–1903), een kunstschilder
- Roué Verveer (1972), een cabaretier
- Salomon Verveer (1813–1876), een kunstschilder